# Cataulacus inermis
Cataulacus inermis är en myrart som beskrevs av Santschi 1924. Cataulacus inermis ingår i släktet Cataulacus och familjen myror. Inga underarter finns listade.